# ヘルプ! (テレビドラマ)
『ヘルプ!』は、1995年1月13日から同年3月17日までフジテレビ系列局で放送されていたテレビドラマである。フジテレビと共同テレビの共同制作。全10話。

## 概要
ひょんなことからホームヘルパーとして2人の子どもの母親代わりをすることになってしまった女子大生の奮闘を描いた作品。星護が演出を担当した作品の1つであり、『放課後』以降星の担当作品では定番となったガーゴイル像やバー「P's Dinner」が本作にも登場している。
本作の最終回をもって、この時間帯でのドラマの放送は終了した。

## キャスト
- 茅ヶ崎奈々：観月ありさ
- 森尾あかね：大村彩子
- 森尾健太：森廉
- 坂口一也：鈴木一真
- 市村康之：阿久津健太郎
- 白石ひかる：吉野公佳
- 島田玲子：森山祐子
- 室田忍：布施絵理
- 清水豊：西尾拓美
- 室田真一：西村雅彦
- 宅見哲夫：ダンカン
- 橋爪幸一郎：上田耕一
- 骨董品店主：梅津栄
- チャン黒木：今井雅之
- 森尾修一：陣内孝則
- 北野克彦：石田純一
- 長江英和
- ドン貫太郎
- 阿南健治
- 堀真樹
- 宮藤官九郎
- 阿知波悟美
- 金田明夫
- 佐戸井けん太
- トニー・セテラ
- 外務省の職員：中井貴一（最終回に特別出演）

## スタッフ
- 企画：石原隆
- 脚本：君塚良一
- 音楽：T-SQUARE、奥慶一
- プロデュース：塩沢浩二、岩田祐二
- 演出：星護、本広克行
- 演出補：高丸雅隆、森保伸二
- 制作：フジテレビ、共同テレビ

## 主題歌
「あなたの世代へくちづけを」
作詞・作曲：小室哲哉 / 編曲：久保こーじ / 歌：観月ありさ（日本コロムビア）

## サブタイトル
1. 人生には、開けてはならないドアがある
2. こんな男と夜を過ごしていいのかしら？
3. 乗りかかった船、嵐の中へ行くしかない
4. さよなら…ボクたちのお母さん
5. 恋する女と殺し屋と小さな涙の授業参観
6. パパが帰ってくる!!冬の遊園地は大騒ぎ
7. ついに姿を現わした秘宝！と意外な味方
8. 屋敷を追い出されて貧乏な暮らしになる
9. 輝く石を手に、ついにパパが帰って来た
10. キス！